# Stadsmuseets Norrmalmsinventering
Stadsmuseet i Stockholm genomförde våren 2007 en omfattande kulturhistorisk inventering och klassificering av samtliga fastigheter på Norrmalm i Stockholm som hade uppförts i samband med och efter Norrmalmsregleringen, 1960-1989.
Stadsmuseets byggnadsantikvarier dokumenterade samtliga fastigheter i ord och bild som vägledning vid eventuella framtida förändringar av bebyggelsen i city. Bland husen som dokumenterades fanns verk av ledande svenska arkitekter som Sven Markelius, Peter Celsing och Carl Nyrén liksom det flitiga Stockholmskontoret Backström & Reinius.

## Bakgrund
Under efterkrigstiden genomfördes en omfattande reglering av Norrmalm och dagens centrum skapades. Husen som uppfördes under 1960-, 70- och 80-talen var präglade av tidens stadsplaneideal och en vilja att manifestera det framgångsrika Sverige. Många av husen var mycket påkostade, med dyra fasadmaterial som exempelvis PK-husets rosa sandsten och Riksbankshusets svarta granit.
| En ny stad: Hamngatan före och efter Norrmalmsregleringen. Bilden till vänster är från 1956, bilden till höger från 2008, båda är tagna från Malmskillnadsgatan mot öst. Bara två byggnader är kvar: NK på vänstra sidan Hamngatan och Hästskopalatset med brun fasad intill NK. |  | En ny stad: Hamngatan före och efter Norrmalmsregleringen. Bilden till vänster är från 1956, bilden till höger från 2008, båda är tagna från Malmskillnadsgatan mot öst. Bara två byggnader är kvar: NK på vänstra sidan Hamngatan och Hästskopalatset med brun fasad intill NK. |
| En ny stad: Hamngatan före och efter Norrmalmsregleringen. Bilden till vänster är från 1956, bilden till höger från 2008, båda är tagna från Malmskillnadsgatan mot öst. Bara två byggnader är kvar: NK på vänstra sidan Hamngatan och Hästskopalatset med brun fasad intill NK. |  | |

## Kulturhistorisk klassificering
Byggnaderna har klassificerats i fyra kategorier med hänsyn till deras kulturhistoriska värde. Stadsmuseet använder ett färgsystem för att klassificera byggnader, blått, grönt, gult och grått.

## Blåmärkta byggnader
De mest värdefulla fastigheterna har getts en blåmärkning vilket innebär det starkaste skyddet och att fastighetens kulturhistoriska värde motsvarar fordringarna för byggnadsminnen i Kulturmiljölagen. Vid inventeringen gavs 14 byggnader en blå märkning. De fjorton husen är ritade av några av tidens mest namnkunniga arkitekter.
| Bild | Fastighet                     | Byggår     | Arkitekt                         | Kvarter               | Adress                    |
| ---- | ----------------------------- | ---------- | -------------------------------- | --------------------- | ------------------------- |
|      | Bryggaren 16 (om/tillbyggnad) | 1986       | Sune Malmquist                   | Bryggaren 16          | Apelbergsgatan/Kungsgatan |
|      | Klarahuset                    | 1986-89    | Carl Nyrén                       | Hägern Större 16      | Drottninggatan            |
|      | Kulturhuset                   | 1971       | Peter Celsing                    | Skansen 23            | Sergels torg              |
|      | NK:s tillbyggnad              | 1960-talet | Hans Asplund                     | Hästen 19             | Regeringsgatan            |
|      | Departementets hus            | 1969-71    | Nils Tesch                       | Björnen & Loen 1      | Jakobsgatan               |
|      | Parkaden                      | 1963       | Hans Asplund                     | Hästskon 10           | Regeringsgatan            |
|      | PK-huset                      | 1971-1974  | Backström & Reinius              | Hästen 23             | Hamngatan                 |
|      | Riksbankshuset                | 1970       | Peter Celsing                    | Skansen 20            | Brunkebergstorg           |
|      | Sheraton                      | 1971       | AOS Arkitekter                   | Snäckan 7             | Tegelbacken               |
|      | SIF-huset                     | 1985       | Carl Erik Fogelvik/Hans Birkholz | Apeln 8               | Olof Palmes gata          |
|      | Sparbankshuset                | 1973-1975  | Carl Nyrén                       | Spektern 13           | Hamngatan                 |
|      | Stadsteatern                  | 1971       | Peter Celsing                    | Skansen 23            | Sergels torg              |
|      | Sverigehuset                  | 1961-69    | Sven Markelius                   | Kungliga trädgården 7 | Hamngatan                 |
|      | Åhlens City                   | 1964       | Backström & Reinius              | Gripen 12             | Klarabergsgatan           |

## Reaktioner
Kartläggningen har fått kritik från politiskt håll då flera av husen är föremål för förändringstryck och ombyggnadsplaner (2007).
Bland annat kritiserade dåvarande stadsbyggnadsborgarrådet Mikael Söderlund slutsatserna och ifrågasatte öppet stadsmuseets klassificering av bland annat Sheraton, Åhléns City och parkeringshuset Parkaden. Enligt Ann-Charlotte Backlund, stadsantikvarie och chef för Stockholms stadsmuseum, avgörs den kulturhistoriska klassificeringen av museet på uppdrag direkt från kommunfullmäktige och är inte en fråga för stadsbyggnadsnämnden.

## Förändringstryck
Förutom det politiska motståndet finns också en vilja hos fastighetsägarna att bygga på och om fastigheterna. Bland annat finns det långtgående planer på att bygga på Näringsdepartementets hus med två nya glasvåningar som skiljer sig från den nuvarande fasaden med sin upprepande prefabricerade betongelement samt bygga om bottenvåningen. Stadsmuseet har starkt motsatt sig planerna på påbyggnaden: 
Med hänsyn till kontorshusets i Loen synnerligen stora kulturhistoriska värde bör byggnaden ges skyddsbestämmelser för bevarande av exteriören, byggnadens planstruktur och delar av interiören såsom trapphus och konferensrum. Skyddsbestämmelserna bör även omfatta förbud mot rivning. 
Stadsmuseet motsätter sig också på ett principiellt plan att höja takhöjderna i kvarteret eftersom det anses hota Stockholms stadsbild och strider mot generalplanen City 62 som syftar till att Brunkebergsåsens dominans i stadslandskapet bör bibehållas. Norrmalms stadsdelsnämnd har däremot inget att erinran mot förslaget.
Ett annat hus som har förändrats är Sparbankshuset där den översta våningen byggdes om från teknikvåning med framför allt fläktsystem, ombyggnaden som genomfördes av samma arkitektkontor som byggde huset, Nyréns Arkitekter, ändrade dock inte volymen på huset och de nya fönstren som togs upp anpassades till husets moderna arkitektur.

## Bildgalleri

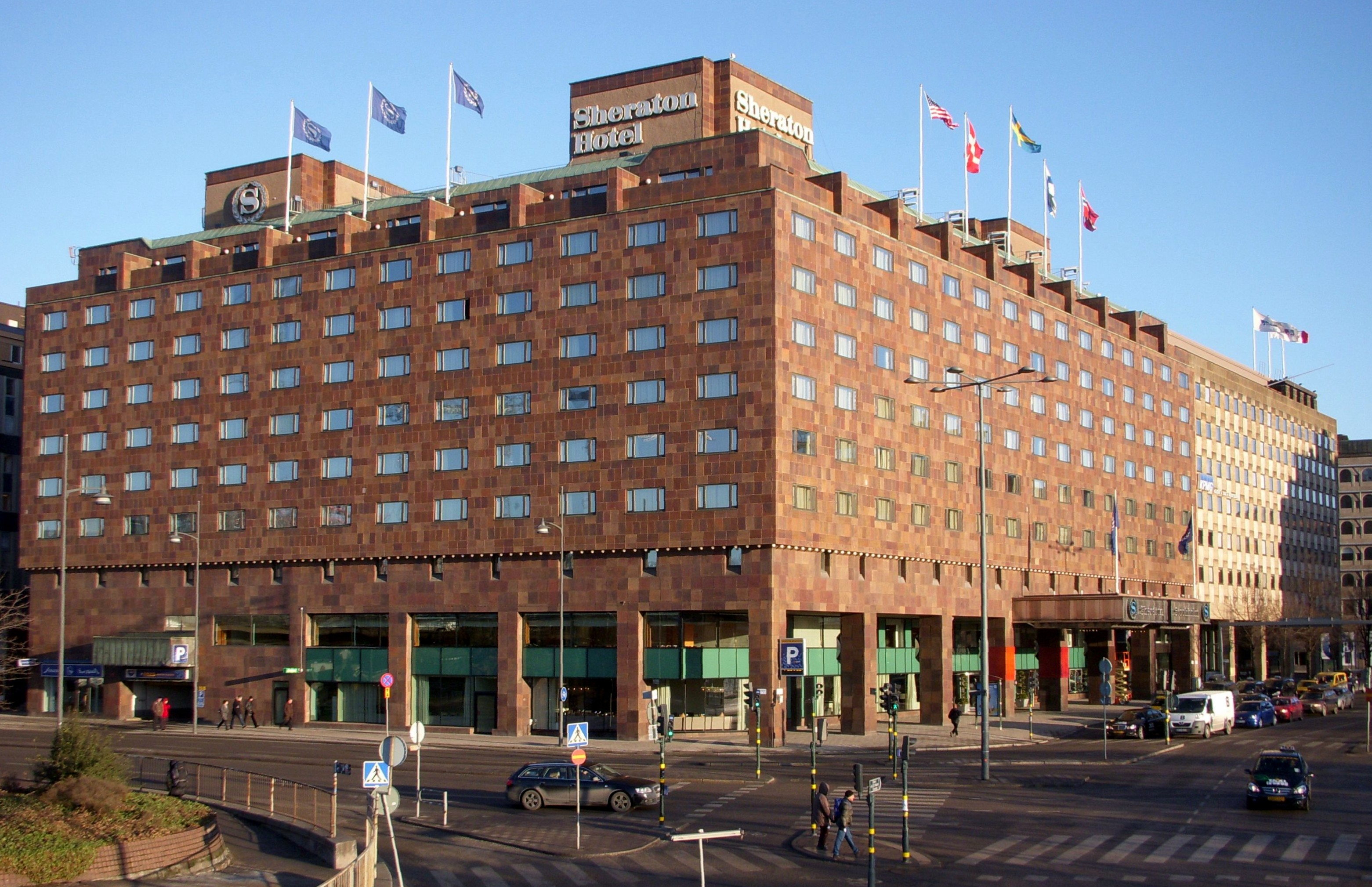
Sheraton
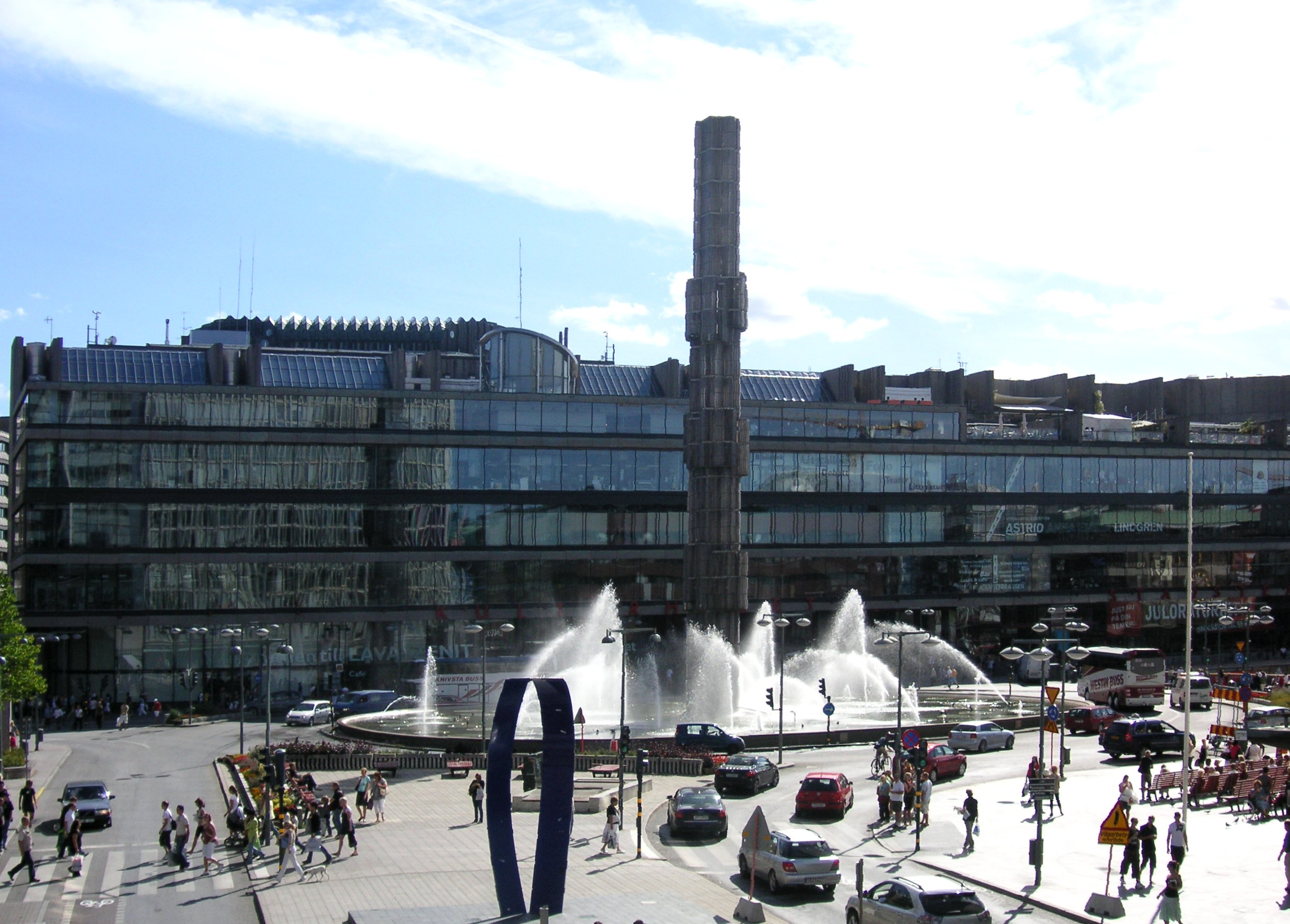
Kulturhuset
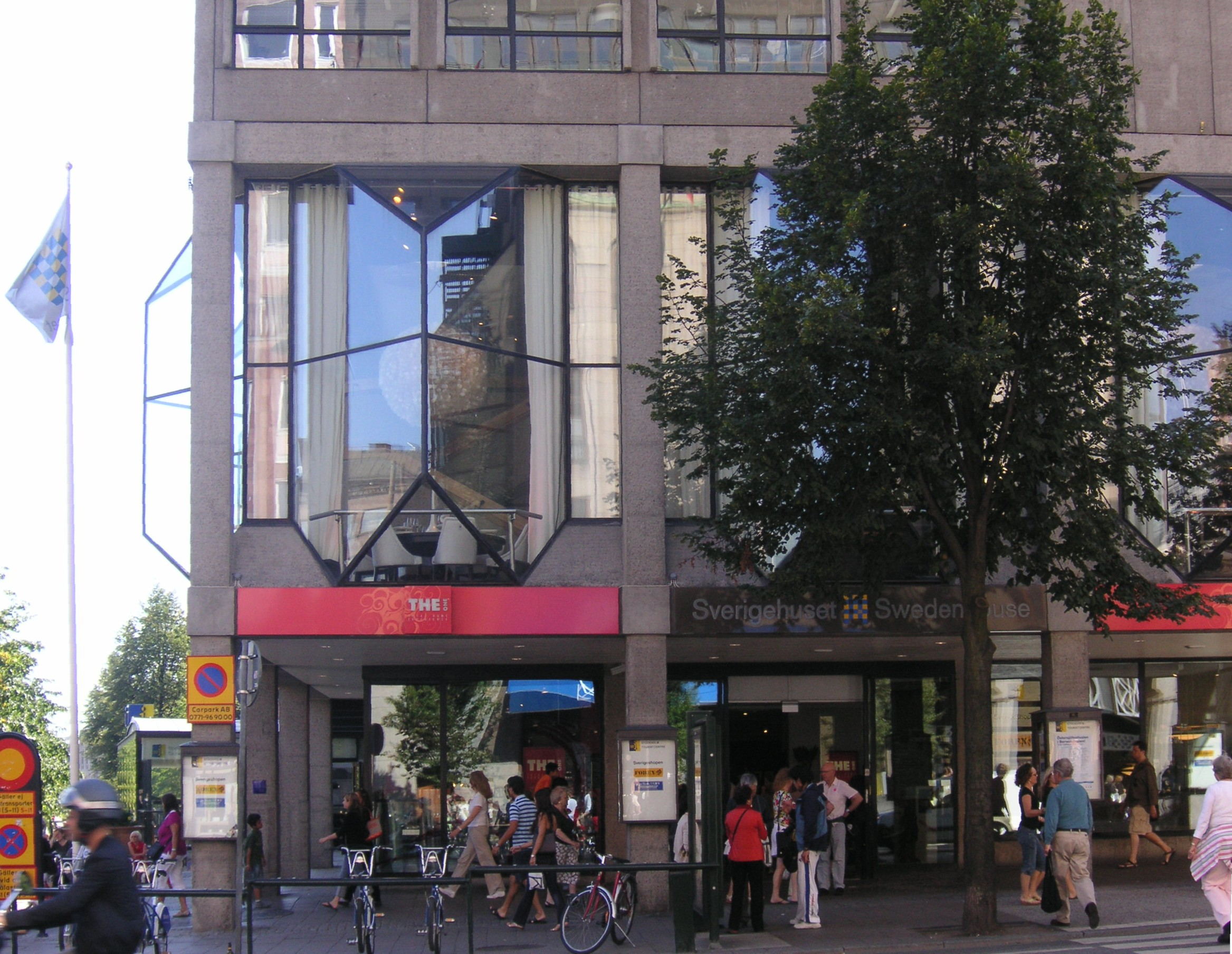
Sverigehuset
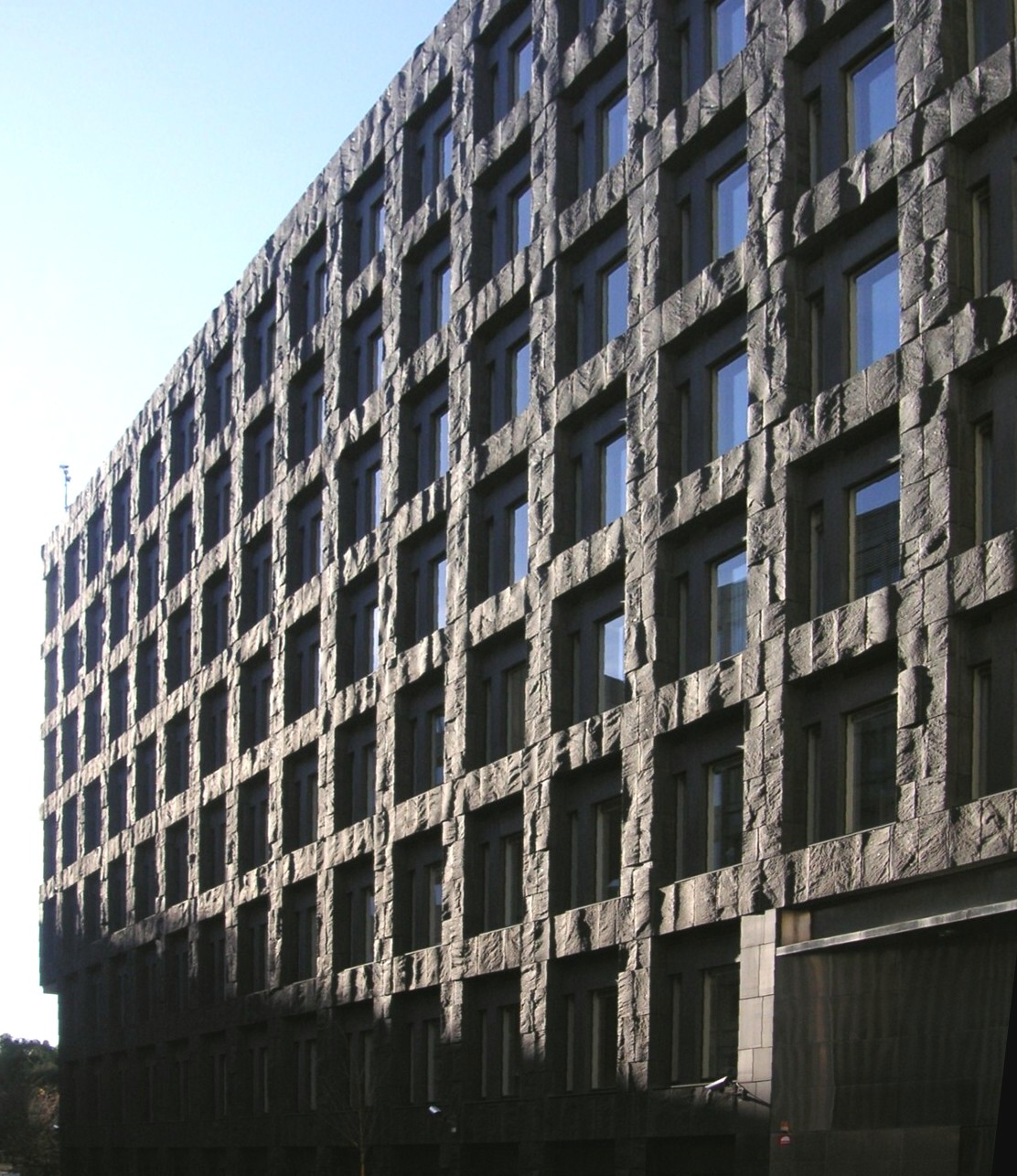
Riksbankshuset
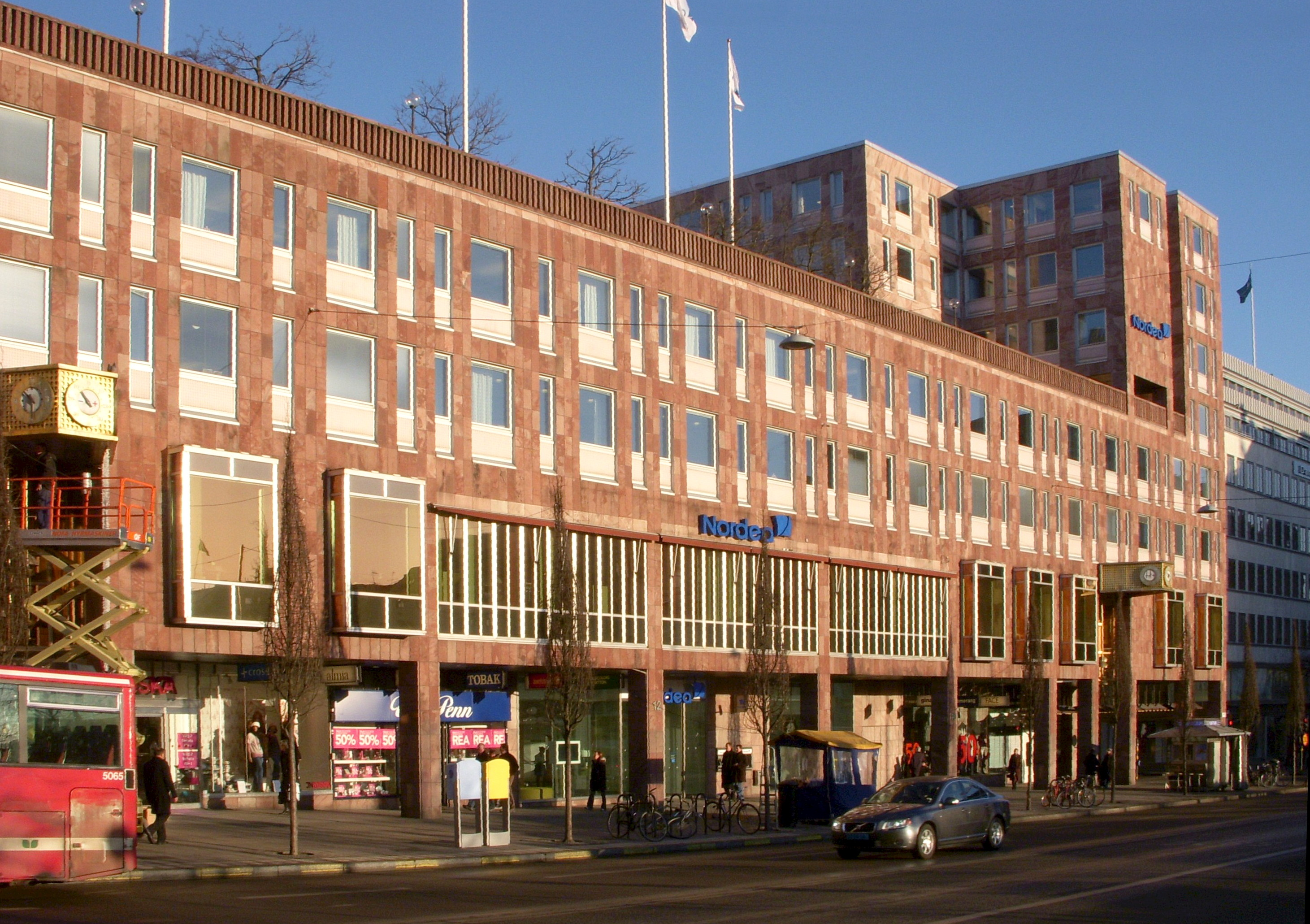
PK-huset
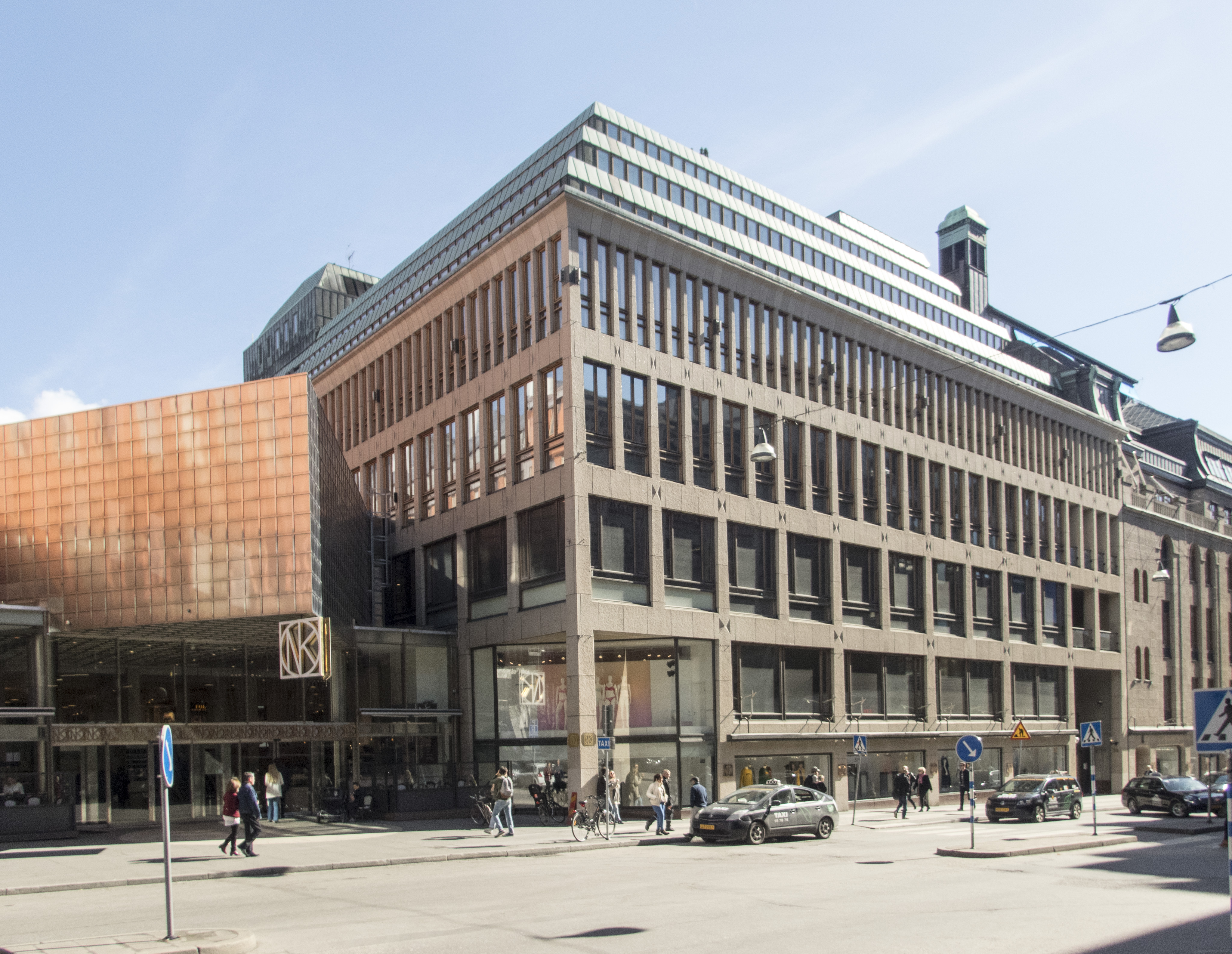
NK:s tillbyggnad
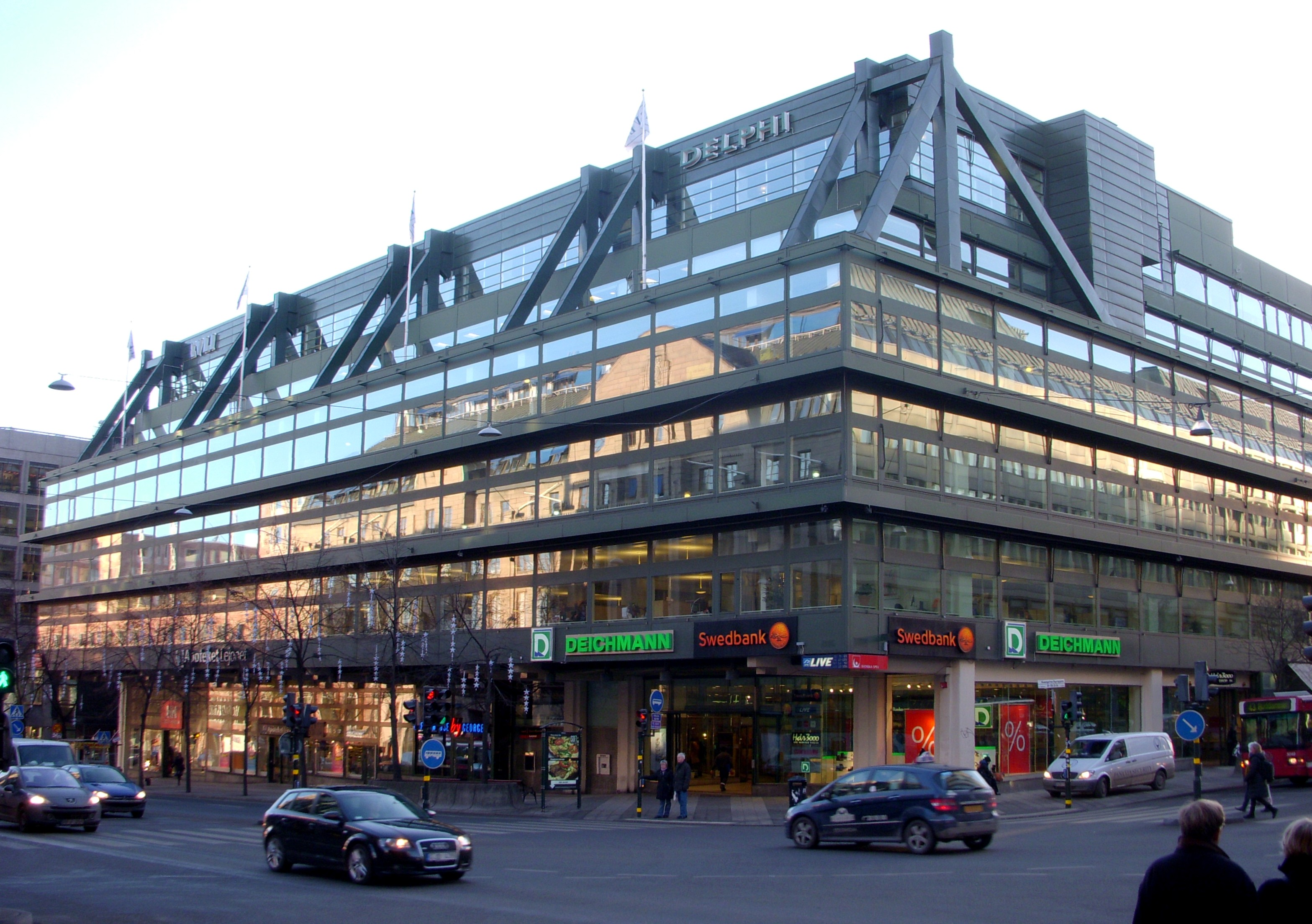
Sparbankshuset
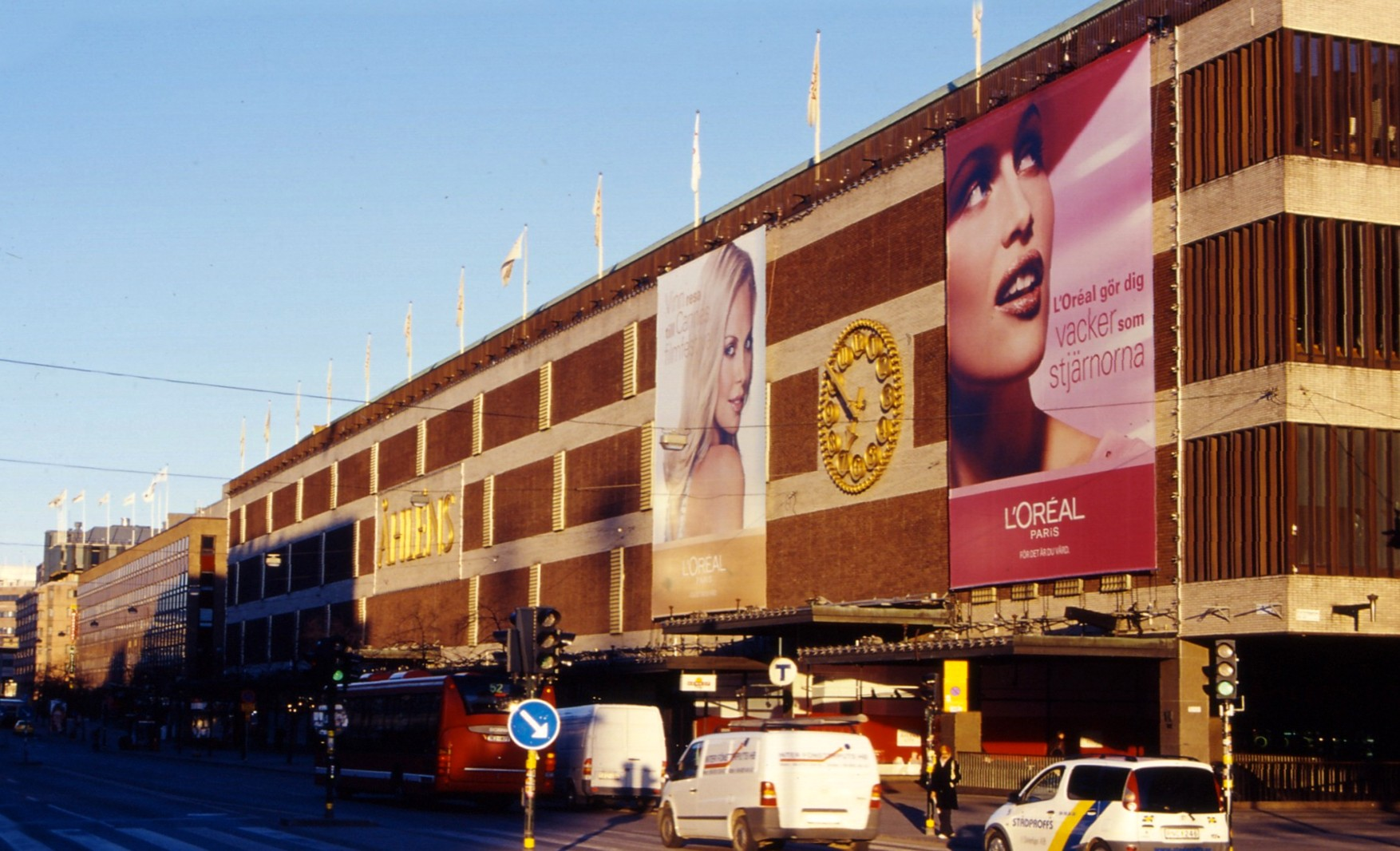
Åhléns City